# دالي س. تومسون
دالي س. تومسون هو عالم سياسة كندي، ولد في 17 يونيو 1923، وتوفي في 27 أبريل 1999.